# 崖柿
崖柿（学名：Diospyros chunii）为柿科柿属下的一个种。

## 扩展阅读
- 維基物種上的相關：崖柿